# Johannes Müller Argoviensis
Johannes Müller Argoviensis (* 9. Mai 1828 in Teufenthal, Kanton Aargau; † 28. Januar 1896 in Genf, heimatberechtigt in Unterkulm) war ein Schweizer Botaniker, Hochschullehrer und Autor. Sein offizielles botanisches Autorenkürzel lautet „Müll.Arg.“

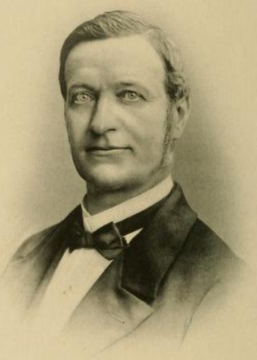
Johannes Müller Argoviensis

Eigentlich hiess er Johannes oder Johann Müller, nannte sich aber in Veröffentlichungen nach dem Kanton Aargau (seiner Heimat) mit dem Zusatz Argoviensis. Das schlug ihm zuerst zur Unterscheidung von Botanikern gleichen Namens Carl Friedrich Philipp von Martius vor, zu dessen Flora Brasiliensis Müller beitrug.

## Leben und Wirken
Müller Argoviensis, der aus einer Familie von Landwirten stammte, besuchte das Gymnasium in Reinach AG und die Industrieschule in Aargau. Mit Unterstützung von Hans Schinz legte Müller ein privates Herbarium an und kam bei Fortsetzung seines Studiums 1850 in Genf durch die Vermittlung von Theodor Zschokke in Kontakt mit bedeutenden Botanikern wie Alphonse Pyrame de Candolle, bei dem er Konservator an dessen Herbarium wurde und bis 1874 als solcher tätig war. In dieser Zeit war er ein wichtiger Mitarbeiter für Candolle und sein Werk der Pflanzensystematik, dem Prodromus systematis regni vegetalis. Zudem war er auch Konservator des Herbarium von Edmond Boissier.
Im Jahr 1851 sammelte er in Südfrankreich (mit dem Pastor Duby) und danach in Österreich (Tirol, Gegend von Salzburg), der Lombardei, den Savoyer Alpen, im Piemont und dem Aostatal. Müller war ab 1868 Privatdozent in Genf und ab 1871 ausserordentlicher Professor für medizinische Botanik in Genf. Von 1876 bis zu seinem Rücktritt aus Gesundheitsgründen 1889 war er ordentlicher Professor für systematische Botanik in Genf. Zudem war er Direktor des Botanischen Gartens in Genf und des Herbariums Jules Paul Benjamin Delessert.
Müller gehörte zu den wichtigsten Systematikern der «Genfer Schule». Zahlreiche von ihm erstmals beschriebene und benannte Pflanzen tragen seinen Autorennamen, so auch der Kautschukbaum, dessen wissenschaftliche Bezeichnung lautet: Hevea Brasiliensis Müller Argoviensis.
Müller verfasste in siebenjähriger Arbeit die Monografie über die Wolfsmilchgewächse (Euphorbiaceae) und war der Autor von insgesamt 153 Publikationen. Er galt als Experte für Flechten, schrieb Monographien über die Resedaceae (1857, Thema seiner Dissertation an der Universität Zürich, die ihm ausserdem den Prix Candolle verschaffte), Euphorbiaceae, Characeae, Apocynaceae und trug zum Prodromus von Alphonse Pyrame de Candolle und zur Flora Brasiliensis von Martius bei. Sein Flechtenkatalog von 1862 galt zu seiner Zeit als Standardwerk. Müller befasste sich auch mit Moosen und Pilzen.
Seine Sammlungen wurden vom Herbarium Boissier erworben.
1878 bis 1882 war er Präsident der botanischen Gesellschaft von Genf. Er war Mitglied der Linnean Society of London, der Deutschen Botanischen Gesellschaft, der Königlich Belgischen Botanischen Gesellschaft, der Moskauer Gesellschaft der Naturalisten und der Leopoldina.
Müller war seit 1858 mit Maria, geborene Hilfiker verheiratet. Zusammen hatten sie einen Sohn, der vor ihnen verstarb.

## Ehrungen
Die Pflanzengattungen Argomuellera Pax aus der Familie der Wolfsmilchgewächse (Euphorbiaceae), Muellerargia Cogn. aus der Familie der Kürbisgewächse (Cucurbitaceae) und Neomuellera Briq. aus der Familie der Lippenblütler (Lamiaceae) sind ihm zu Ehren so benannt worden.